# Cerro Cola de Mono
El Cerro Cola de Mono es una montaña situada en el cajón de Navarro, en la comuna de Los Andes, provincia de Los Andes, Región de Valparaíso, Chile. Tiene una altitud de 4835 metros sobre el nivel del mar. 

## Ascensos
- El primer ascenso fue realizado en 1962 por Cedomir Marangunic, Margarita de Marangunic y Mario Alfaro.[2]
- El segundo ascenso fue realizado en febrero de 1979 por miembros del Club Andino Horizonte.
- El tercer ascenso ocurrió el 7 de febrero de 1996, por Guillermo Villalón y otros.
- El cuarto ascenso fue realizado el 4 de febrero de 2023 por Rodrigo Benavides y Bruce Swain, quienes descubrieron que la montaña correspondía a la P4835 del proyecto Nomenclatura, basado en la carta de Portillo.